# Invention (film)
 (août 2025).
Si vous disposez d'ouvrages ou d'articles de référence ou si vous connaissez des sites web de qualité traitant du thème abordé ici, merci de compléter l'article en donnant les références utiles à sa vérifiabilité et en les liant à la section « Notes et références ».
Pour plus de détails, voir Fiche technique et Distribution.
Invention est un film américain réalisé par Courtney Stephens, co-écrit avec Callie Hernandez et sortie en 2025.
Le film est présenté en avant-première au Festival international du film de Locarno 2024.

## Fiche technique
- Titre original : Invention
- Réalisation : Courtney Stephens
- Scénario : Courtney Stephens et Callie Hernandez
- Photographie : Rafael Palacio Illingworth
- Montage : Dounia Sichov
- Société de distribution : Blue Note Films
- Pays de production : États-Unis
- Langue originale : anglais
- Format : Drame, Expérimental
- Durée : 72 minutes
- Dates de sortie :
  - France : 1er octobre 2025